# Playoffs NBA 1968
Los Playoffs de la NBA de 1968 fueron el torneo final de la temporada 1967-68 de la NBA. Concluyó con la victoria de Boston Celtics, campeón de la Conferencia Este, sobre Los Angeles Lakers, campeón de la Conferencia Oeste, por 4-2.
Los Celtics ganaron su décimo título de la NBA, el primero bajo el mando del jugador/entrenador Bill Russell después de la retirada de Red Auerbach.
En las Finales de la Conferencia Este, los Celtics se convirtieron en el primer equipo de la historia en remontar una serie en contra de 3 partidos a uno, al vencer al vigente campeón Philadelphia 76ers en siete partidos. En el Oeste, Los Lakers barrieron a San Francisco Warriors por cuatro partidos a cero.
Fue la primera vez desde 1954 en la que el mejor clasificado fallaba a la hora de alcanzar las Finales; desde 1955 a 1967 la liga siempre había dado un campeón que se había clasificado directamente, sin que fuese necesario jugar la primera ronda.

## Tabla
|  | Semifinales de División | Semifinales de División | Semifinales de División |   |           | Finales de División | Finales de División | Finales de División |  |    | Finales de la NBA | Finales de la NBA | Finales de la NBA |
|  |                         |                         |                         |   |           |                     |                     |                     |  |    |                   |                   |                   |
|  | E1                      | Philadelphia            | 4                       |   |           |                     |                     |                     |  |    |                   |                   |                   |
|  | E3                      | New York                | 2                       |   |           |                     |                     |                     |  |    |                   |                   |                   |
|  | E3                      | New York                | 2                       |   | E1        | Philadelphia        | 3                   |                     |  |    |                   |                   |                   |
|  | División Este           |                         |                         |   | E1        | Philadelphia        | 3                   |                     |  |    |                   |                   |                   |
|  |                         | E2                      | Boston                  | 4 |           |                     |                     |                     |  |    |                   |                   |                   |
|  | E4                      | E2                      | Boston                  | 4 | Detroit   | 2                   |                     |                     |  |    |                   |                   |                   |
|  | E4                      |                         |                         |   | Detroit   | 2                   |                     |                     |  |    |                   |                   |                   |
|  | E2                      | Boston                  | 4                       |   |           |                     |                     |                     |  |    |                   |                   |                   |
|  | E2                      | Boston                  | 4                       |   |           |                     |                     |                     |  | E2 | Boston            | 4                 |                   |
|  |                         |                         |                         |   |           |                     |                     |                     |  | E2 | Boston            | 4                 |                   |
|  |                         | O2                      | Los Angeles             | 2 |           |                     |                     |                     |  |    |                   |                   |                   |
|  | O1                      | O2                      | Los Angeles             | 2 | St. Louis | 2                   |                     |                     |  |    |                   |                   |                   |
|  | O3                      | San Francisco           | 4                       |   |           |                     |                     |                     |  |    |                   |                   |                   |
|  | O3                      | San Francisco           | 4                       |   | O3        | San Francisco       | 0                   |                     |  |    |                   |                   |                   |
|  | División Oeste          |                         |                         |   | O3        | San Francisco       | 0                   |                     |  |    |                   |                   |                   |
|  |                         | O2                      | Los Angeles             | 4 |           |                     |                     |                     |  |    |                   |                   |                   |
|  | O4                      | O2                      | Los Angeles             | 4 | Chicago   | 1                   |                     |                     |  |    |                   |                   |                   |
|  | O4                      |                         |                         |   | Chicago   | 1                   |                     |                     |  |    |                   |                   |                   |
|  | O2                      | Los Angeles             | 4                       |   |           |                     |                     |                     |  |    |                   |                   |                   |

## Semifinales de División

### Semifinales División Este

#### (1) Philadelphia 76ers vs. (3) New York Knicks
| 22 de marzo                         | New York Knicks                                               | 110–118              | Philadelphia 76ers                                                      |                                                                             |  |  |
|                                     | Parciales: 28–27, 27–25, 21–30, 34–36                         |                      |                                                                         |                                                                             |  |  |
|                                     | Estadísticas Willis Reed 38 Willis Reed 23 Dick Van Arsdale 8 | Reporte Pts Reb Asts | Estadísticas Wilt Chamberlain 37 Wilt Chamberlain 29 Wilt Chamberlain 7 | Pabellón: Spectrum, Philadelphia, Pensilvania Asistencia: 5093 espectadores |  |  |
| Philadelphia lidera las series, 1–0 |                                                               |                      |                                                                         |                                                                             |  |  |
|                                     |                                                               |                      |                                                                         |                                                                             |  |  |

| 23 de marzo           | Philadelphia 76ers                                                                 | 117–128              | New York Knicks                                             |                                                                                          |  |  |
|                       | Parciales: 24–30, 25–31, 35–33, 33–34                                              |                      |                                                             |                                                                                          |  |  |
|                       | Estadísticas Chamberlain, Greer 24 cada uno Wilt Chamberlain 17 Wilt Chamberlain 8 | Reporte Pts Reb Asts | Estadísticas Walt Bellamy 26 Walt Bellamy 17 Walt Frazier 7 | Pabellón: Madison Square Garden III, Manhattan, New York Asistencia: 15 911 espectadores |  |  |
| Series empatadas, 1–1 |                                                                                    |                      |                                                             |                                                                                          |  |  |
|                       |                                                                                    |                      |                                                             |                                                                                          |  |  |

| 27 de marzo                         | New York Knicks                                               | 132–138              | Philadelphia 76ers                                                 |                                                                             |  |  |
|                                     | Parciales: 26–27, 23–30, 30–32, 34–24 (T.E.: 12–12, 7–13)     |                      |                                                                    |                                                                             |  |  |
|                                     | Estadísticas Cazzie Russell 40 Walt Bellamy 19 Walt Frazier 9 | Reporte Pts Reb Asts | Estadísticas Chet Walker 32 Wilt Chamberlain 24 Wilt Chamberlain 8 | Pabellón: Spectrum, Philadelphia, Pensilvania Asistencia: 6951 espectadores |  |  |
| Philadelphia lidera las series, 2–1 |                                                               |                      |                                                                    |                                                                             |  |  |
|                                     |                                                               |                      |                                                                    |                                                                             |  |  |

| 30 de marzo           | Philadelphia 76ers                                               | 98–107               | New York Knicks                                               |                                                                                            |  |  |
|                       | Parciales: 24–35, 32–33, 23–19, 19–20                            |                      |                                                               |                                                                                            |  |  |
|                       | Estadísticas Wilt Chamberlain 23 Wilt Chamberlain 27 Hal Greer 6 | Reporte Pts Reb Asts | Estadísticas Walt Bellamy 28 Walt Bellamy 13 Howard Komives 8 | Pabellón: Madison Square Garden III, Manhattan, Nueva York Asistencia: 18 262 espectadores |  |  |
| Series empatadas, 2–2 |                                                                  |                      |                                                               |                                                                                            |  |  |
|                       |                                                                  |                      |                                                               |                                                                                            |  |  |

| 31 de marzo                         | New York Knicks                                                 | 105–123              | Philadelphia 76ers                                                          |                                                                             |  |  |
|                                     | Parciales: 34–26, 22–30, 24–36, 25–31                           |                      |                                                                             |                                                                             |  |  |
|                                     | Estadísticas Cazzie Russell 31 Walt Bellamy 10 Howard Komives 5 | Reporte Pts Reb Asts | Estadísticas Hal Greer 38 Wilt Chamberlain 21 Chamberlain, Greer 7 cada uno | Pabellón: Spectrum, Philadelphia, Pensilvania Asistencia: 6979 espectadores |  |  |
| Philadelphia lidera las series, 3–2 |                                                                 |                      |                                                                             |                                                                             |  |  |
|                                     |                                                                 |                      |                                                                             |                                                                             |  |  |

| 1 de abril                        | Philadelphia 76ers                                        | 113–97               | New York Knicks                                                            |                                                                                            |  |  |
|                                   | Parciales: 27–35, 29–22, 30–19, 27–21                     |                      |                                                                            |                                                                                            |  |  |
|                                   | Estadísticas Hal Greer 35 Wilt Chamberlain 27 Hal Greer 4 | Reporte Pts Reb Asts | Estadísticas Bellamy, Barnett 19 cada uno Walt Bellamy 22 Howard Komives 6 | Pabellón: Madison Square Garden III, Manhattan, Nueva York Asistencia: 18 014 espectadores |  |  |
| Philadelphia gana las series, 4–2 |                                                           |                      |                                                                            |                                                                                            |  |  |
|                                   |                                                           |                      |                                                                            |                                                                                            |  |  |

Este fue el sexto encuentro de playoffs entre estos dos equipos, con los 76ers ganando tres de los primeros cinco encuentros como Syracuse Nationals.
| 1950 | New York Knicks | 1–2 | Syracuse Nationals |                                        |
|      |                 |     |                    |                                        |
|      |                 |     |                    | Pabellón: 1950 Eastern Division Finals |

| 1951 | New York Knicks | 3–2 | Syracuse Nationals |                                        |
|      |                 |     |                    |                                        |
|      |                 |     |                    | Pabellón: 1951 Eastern Division Finals |

| 1952 | New York Knicks | 3–1 | Syracuse Nationals |                                        |
|      |                 |     |                    |                                        |
|      |                 |     |                    | Pabellón: 1952 Eastern Division Finals |

| 1954 | New York Knicks | 0–2 | Syracuse Nationals |                                                        |
|      |                 |     |                    |                                                        |
|      |                 |     |                    | Pabellón: 1954 Eastern Division Round Robin Semifinals |

| 1959 | New York Knicks | 0–2 | Syracuse Nationals |                                            |
|      |                 |     |                    |                                            |
|      |                 |     |                    | Pabellón: 1959 Eastern Division Semifinals |

#### (2) Boston Celtics vs. (4) Detroit Pistons
| 24 de marzo                   | Detroit Pistons                                           | 116–123              | Boston Celtics                                               |                                                                              |  |  |
|                               | Parciales: 23–22, 29–46, 41–23, 23–32                     |                      |                                                              |                                                                              |  |  |
|                               | Estadísticas Dave Bing 30 Dave DeBusschere 24 Dave Bing 6 | Reporte Pts Reb Asts | Estadísticas John Havlicek 25 Bill Russell 34 Bill Russell 9 | Pabellón: Boston Garden, Boston, Massachusetts Asistencia: 7591 espectadores |  |  |
| Boston lidera las series, 1–0 |                                                           |                      |                                                              |                                                                              |  |  |
|                               |                                                           |                      |                                                              |                                                                              |  |  |

| 25 de marzo           | Boston Celtics                                                        | 116–126              | Detroit Pistons                                       |                                                                         |  |  |
|                       | Parciales: 25–28, 33–39, 28–26, 30–33                                 |                      |                                                       |                                                                         |  |  |
|                       | Estadísticas Sam Jones 18 Bill Russell 14 Siegfried, Jones 3 cada uno | Reporte Pts Reb Asts | Estadísticas Dave Bing 24 Joe Strawder 14 Dave Bing 5 | Pabellón: Cobo Arena, Detroit, Míchigan Asistencia: 10 109 espectadores |  |  |
| Series empatadas, 1–1 |                                                                       |                      |                                                       |                                                                         |  |  |
|                       |                                                                       |                      |                                                       |                                                                         |  |  |

| 27 de marzo                    | Detroit Pistons                                           | 109–98               | Boston Celtics                                               |                                                                              |  |  |
|                                | Parciales: 27–28, 21–24, 33–15, 28–31                     |                      |                                                              |                                                                              |  |  |
|                                | Estadísticas Dave Bing 27 Dave DeBusschere 17 Dave Bing 7 | Reporte Pts Reb Asts | Estadísticas John Havlicek 23 Bill Russell 23 Bill Russell 7 | Pabellón: Boston Garden, Boston, Massachusetts Asistencia: 8429 espectadores |  |  |
| Detroit lidera las series, 2–1 |                                                           |                      |                                                              |                                                                              |  |  |
|                                |                                                           |                      |                                                              |                                                                              |  |  |

| 28 de marzo           | Boston Celtics                                                | 135–110      | Detroit Pistons                                           |                                                                         |  |  |
|                       | Parciales: 28–33, 27–27, 40–26, 40–24                         |              |                                                           |                                                                         |  |  |
|                       | Estadísticas John Havlicek 35 Bill Russell 21 John Havlicek 9 | Pts Reb Asts | Estadísticas Dave Bing 26 Dave DeBusschere 10 Dave Bing 6 | Pabellón: Cobo Arena, Detroit, Míchigan Asistencia: 11 294 espectadores |  |  |
| Series empatadas, 2–2 |                                                               |              |                                                           |                                                                         |  |  |
|                       |                                                               |              |                                                           |                                                                         |  |  |

| 31 de marzo                   | Detroit Pistons                                                    | 96–110               | Boston Celtics                                                 |                                                                              |  |  |
|                               | Parciales: 22–22, 28–27, 30–34, 16–27                              |                      |                                                                |                                                                              |  |  |
|                               | Estadísticas Dave DeBusschere 26 Dave DeBusschere 23 Eddie Miles 4 | Reporte Pts Reb Asts | Estadísticas Bailey Howell 30 Bill Russell 21 John Havlicek 13 | Pabellón: Boston Garden, Boston, Massachusetts Asistencia: 8093 espectadores |  |  |
| Boston lidera las series, 3–2 |                                                                    |                      |                                                                |                                                                              |  |  |
|                               |                                                                    |                      |                                                                |                                                                              |  |  |

| 1 de abril                  | Boston Celtics                                                 | 111–103              | Detroit Pistons                                           |                                                                       |  |  |
|                             | Parciales: 22–24, 35–25, 30–31, 24–23                          |                      |                                                           |                                                                       |  |  |
|                             | Estadísticas John Havlicek 31 Bill Russell 23 John Havlicek 12 | Reporte Pts Reb Asts | Estadísticas Dave Bing 44 Dave DeBusschere 14 Dave Bing 4 | Pabellón: Cobo Arena, Detroit, Míchigan Asistencia: 9483 espectadores |  |  |
| Boston gana las series, 4–2 |                                                                |                      |                                                           |                                                                       |  |  |
|                             |                                                                |                      |                                                           |                                                                       |  |  |

Este fue el primer encuentro de playoffs entre estos dos equipos.

### Semifinales División Oeste

#### (1) St. Louis Hawks vs. (3) San Francisco Warriors
| 22 de marzo                          | San Francisco Warriors                                   | 111–106              | St. Louis Hawks                                       |                                                                           |  |  |
|                                      | Parciales: 25–26, 29–31, 23–20, 34–29                    |                      |                                                       |                                                                           |  |  |
|                                      | Estadísticas Jeff Mullins 29 Rudy LaRusso 17 Al Attles 7 | Reporte Pts Reb Asts | Estadísticas Don Ohl 26 Paul Silas 15 Lenny Wilkens 9 | Pabellón: Kiel Auditorium, San Luis, Misuri Asistencia: 5018 espectadores |  |  |
| San Francisco lidera las series, 1–0 |                                                          |                      |                                                       |                                                                           |  |  |
|                                      |                                                          |                      |                                                       |                                                                           |  |  |

| 23 de marzo           | San Francisco Warriors                                | 103–111              | St. Louis Hawks                                             |                                                                           |  |  |
|                       | Parciales: 27–29, 18–27, 26–22, 32–33                 |                      |                                                             |                                                                           |  |  |
|                       | Estadísticas Jeff Mullins 33 Clyde Lee 10 Al Attles 7 | Reporte Pts Reb Asts | Estadísticas Zelmo Beaty 46 Zelmo Beaty 22 Lenny Wilkens 11 | Pabellón: Kiel Auditorium, San Luis, Misuri Asistencia: 5810 espectadores |  |  |
| Series empatadas, 1–1 |                                                       |                      |                                                             |                                                                           |  |  |
|                       |                                                       |                      |                                                             |                                                                           |  |  |

| 26 de marzo                          | St. Louis Hawks                                                   | 109–124              | San Francisco Warriors                                |                                                                           |  |  |
|                                      | Parciales: 19–30, 35–30, 30–33, 25–31                             |                      |                                                       |                                                                           |  |  |
|                                      | Estadísticas three players 21 each Zelmo Beaty 16 Lenny Wilkens 5 | Reporte Pts Reb Asts | Estadísticas Jeff Mullins 33 Clyde Lee 22 Al Attles 7 | Pabellón: Cow Palace, Daly City, California Asistencia: 5136 espectadores |  |  |
| San Francisco lidera las series, 2–1 |                                                                   |                      |                                                       |                                                                           |  |  |
|                                      |                                                                   |                      |                                                       |                                                                           |  |  |

| 29 de marzo                          | St. Louis Hawks                                             | 107–108              | San Francisco Warriors                                 | |  |  |
|                                      | Parciales: 22–28, 27–37, 32–16, 26–27                       |                      |                                                        | |  |  |
|                                      | Estadísticas Zelmo Beaty 21 Bill Bridges 14 Lenny Wilkens 6 | Reporte Pts Reb Asts | Estadísticas Jeff Mullins 35 Clyde Lee 12 Al Attles 12 | Pabellón: Oakland–Alameda County Coliseum Arena, Oakland, California Asistencia: 12 325 espectadores |  |  |
| San Francisco lidera las series, 3–1 |                                                             |                      |                                                        | |  |  |
|                                      |                                                             |                      |                                                        | |  |  |

| 31 de marzo                          | San Francisco Warriors                               | 103–129              | St. Louis Hawks                                             |                                                                           |  |  |
|                                      | Parciales: 20–35, 31–29, 22–35, 30–30                |                      |                                                             |                                                                           |  |  |
|                                      | Estadísticas Bob Warlick 21 Fred Hetzel 9 Jim King 6 | Reporte Pts Reb Asts | Estadísticas Bill Bridges 28 Lou Hudson 14 Lenny Wilkens 10 | Pabellón: Kiel Auditorium, San Luis, Misuri Asistencia: 4118 espectadores |  |  |
| San Francisco lidera las series, 3–2 |                                                      |                      |                                                             |                                                                           |  |  |
|                                      |                                                      |                      |                                                             |                                                                           |  |  |

| 2 de abril                         | St. Louis Hawks                                          | 106–111              | San Francisco Warriors                                   |                                                                             |  |  |
|                                    | Parciales: 30–29, 17–28, 28–30, 31–24                    |                      |                                                          |                                                                             |  |  |
|                                    | Estadísticas Lou Hudson 35 Paul Silas 14 Lenny Wilkens 6 | Reporte Pts Reb Asts | Estadísticas Rudy LaRusso 30 Rudy LaRusso 13 Al Attles 9 | Pabellón: Cow Palace, Daly City, California Asistencia: 12 905 espectadores |  |  |
| San Francisco gana las series, 4–2 |                                                          |                      |                                                          |                                                                             |  |  |
|                                    |                                                          |                      |                                                          |                                                                             |  |  |

Este fue el tercer encuentro de playoffs entre estos dos equipos, con los Warriors ganando los dos primeros encuentros.
| 1964 | St. Louis Hawks | 3–4 | San Francisco Warriors |                                        |
|      |                 |     |                        |                                        |
|      |                 |     |                        | Pabellón: 1964 Western Division Finals |

| 1967 | St. Louis Hawks | 2–4 | San Francisco Warriors |                                        |
|      |                 |     |                        |                                        |
|      |                 |     |                        | Pabellón: 1967 Western Division Finals |

#### (2) Los Angeles Lakers vs. (4) Chicago Bulls
| 24 de marzo                        | Chicago Bulls                                                 | 101–109              | Los Angeles Lakers                                        |                                                                          |  |  |
|                                    | Parciales: 22–30, 22–23, 25–27, 32–29                         |                      |                                                           |                                                                          |  |  |
|                                    | Estadísticas Bob Boozer 27 Jim Washington 11 Keith Erickson 5 | Reporte Pts Reb Asts | Estadísticas Jerry West 33 Elgin Baylor 23 Elgin Baylor 8 | Pabellón: The Forum, Inglewood, California Asistencia: 7352 espectadores |  |  |
| Los Angeles lidera las series, 1–0 |                                                               |                      |                                                           |                                                                          |  |  |
|                                    |                                                               |                      |                                                           |                                                                          |  |  |

| 25 de marzo                        | Chicago Bulls                                                 | 106–111              | Los Angeles Lakers                                      |                                                                          |  |  |
|                                    | Parciales: 19–33, 29–25, 26–25, 32–28                         |                      |                                                         |                                                                          |  |  |
|                                    | Estadísticas Flynn Robinson 32 Jim Washington 13 Bob Boozer 4 | Reporte Pts Reb Asts | Estadísticas Jerry West 35 Elgin Baylor 16 Jerry West 8 | Pabellón: The Forum, Inglewood, California Asistencia: 8158 espectadores |  |  |
| Los Angeles lidera las series, 2–0 |                                                               |                      |                                                         |                                                                          |  |  |
|                                    |                                                               |                      |                                                         |                                                                          |  |  |

| 27 de marzo                        | Los Angeles Lakers                                          | 98–104               | Chicago Bulls                                                     | |  |  |
|                                    | Parciales: 26–22, 21–37, 27–23, 24–22                       |                      |                                                                   | |  |  |
|                                    | Estadísticas Jerry West 32 Darrall Imhoff 15 Elgin Baylor 5 | Reporte Pts Reb Asts | Estadísticas Flynn Robinson 41 Jim Washington 17 Flynn Robinson 4 | Pabellón: Chicago Stadium, Chicago, Illinois Asistencia: 3456 espectadores Árbitros: Nanny Sokolposky, Norm Drucker, Ed Rush |  |  |
| Los Angeles lidera las series, 2–1 |                                                             |                      |                                                                   | |  |  |
|                                    |                                                             |                      |                                                                   | |  |  |

| 29 de marzo                        | Los Angeles Lakers                                            | 93–87                | Chicago Bulls                                                               |                                                                            |  |  |
|                                    | Parciales: 23–24, 24–16, 28–28, 18–19                         |                      |                                                                             |                                                                            |  |  |
|                                    | Estadísticas Elgin Baylor 27 Darrall Imhoff 21 Elgin Baylor 5 | Reporte Pts Reb Asts | Estadísticas Keith Erickson 20 Jim Washington 19 Erickson, Sloan 2 cada uno | Pabellón: Chicago Stadium, Chicago, Illinois Asistencia: 5678 espectadores |  |  |
| Los Angeles lidera las series, 3–1 |                                                               |                      |                                                                             |                                                                            |  |  |
|                                    |                                                               |                      |                                                                             |                                                                            |  |  |

| 31 de marzo                      | Chicago Bulls                                                         | 99–122               | Los Angeles Lakers                                           |                                                                            |  |  |
|                                  | Parciales: 30–24, 25–34, 19–34, 25–30                                 |                      |                                                              |                                                                            |  |  |
|                                  | Estadísticas Jim Washington 24 Jim Washington 15 three players 4 each | Reporte Pts Reb Asts | Estadísticas Elgin Baylor 37 Elgin Baylor 12 Archie Clark 10 | Pabellón: The Forum, Inglewood, California Asistencia: 12 108 espectadores |  |  |
| Los Angeles gana las series, 4–1 |                                                                       |                      |                                                              |                                                                            |  |  |
|                                  |                                                                       |                      |                                                              |                                                                            |  |  |

Este fue el primer encuentro de playoffs entre estos dos equipos.

## Finales de División

### Finales División Este

#### (1) Philadelphia 76ers vs. (2) Boston Celtics
| 5 de abril                    | Boston Celtics                                                 | 127–118              | Philadelphia 76ers                                                                    |                                                                               |  |  |
|                               | Parciales: 34–31, 31–25, 32–31, 30–31                          |                      |                                                                                       |                                                                               |  |  |
|                               | Estadísticas John Havlicek 35 Bill Russell 22 John Havlicek 11 | Reporte Pts Reb Asts | Estadísticas Wilt Chamberlain 33 Wilt Chamberlain 25 Chamberlain, W. Jones 5 cada uno | Pabellón: Spectrum, Philadelphia, Pensilvania Asistencia: 14 412 espectadores |  |  |
| Boston lidera las series, 1–0 |                                                                |                      |                                                                                       |                                                                               |  |  |
|                               |                                                                |                      |                                                                                       |                                                                               |  |  |

| 10 de abril           | Philadelphia 76ers                                                | 115–106                                                                        | Boston Celtics                                                |                                                                                |  |  |
|                       | Parciales: 32–30, 35–30, 19–17, 29–29                             |                                                                                |                                                               |                                                                                |  |  |
|                       | Estadísticas Wali Jones 24 Wilt Chamberlain 19 Wilt Chamberlain 8 | [https://www.basketball-reference.com/boxscores/196804100BOS.html Pts Reb Asts | Estadísticas John Havlicek 28 Bill Russell 20 John Havlicek 9 | Pabellón: Boston Garden, Boston, Massachusetts Asistencia: 14 780 espectadores |  |  |
| Series empatadas, 1–1 |                                                                   |                                                                                |                                                               |                                                                                |  |  |
|                       |                                                                   |                                                                                |                                                               |                                                                                |  |  |

| 11 de abril                         | Boston Celtics                                                | 114–122              | Philadelphia 76ers                                        |                                                                               |  |  |
|                                     | Parciales: 27–26, 33–30, 25–33, 29–33                         |                      |                                                           |                                                                               |  |  |
|                                     | Estadísticas John Havlicek 29 Bill Russell 20 John Havlicek 8 | Reporte Pts Reb Asts | Estadísticas Hal Greer 31 Wilt Chamberlain 25 Hal Greer 9 | Pabellón: Spectrum, Philadelphia, Pensilvania Asistencia: 15 102 espectadores |  |  |
| Philadelphia lidera las series, 2–1 |                                                               |                      |                                                           |                                                                               |  |  |
|                                     |                                                               |                      |                                                           |                                                                               |  |  |

| 14 de abril                         | Philadelphia 76ers                                               | 110–105              | Boston Celtics                                            |                                                                                |  |  |
|                                     | Parciales: 37–24, 31–38, 18–21, 24–22                            |                      |                                                           |                                                                                |  |  |
|                                     | Estadísticas Hal Greer 28 Wilt Chamberlain 16 Wilt Chamberlain 8 | Reporte Pts Reb Asts | Estadísticas Sam Jones 25 Bill Russell 24 John Havlicek 8 | Pabellón: Boston Garden, Boston, Massachusetts Asistencia: 10 503 espectadores |  |  |
| Philadelphia lidera las series, 3–1 |                                                                  |                      |                                                           |                                                                                |  |  |
|                                     |                                                                  |                      |                                                           |                                                                                |  |  |

| 15 de abril                         | Boston Celtics                                             | 122–104              | Philadelphia 76ers                                                      |                                                                               |  |  |
|                                     | Parciales: 36–31, 20–26, 28–24, 38–23                      |                      |                                                                         |                                                                               |  |  |
|                                     | Estadísticas Sam Jones 37 Bill Russell 24 John Havlicek 10 | Reporte Pts Reb Asts | Estadísticas Wilt Chamberlain 28 Wilt Chamberlain 30 Wilt Chamberlain 7 | Pabellón: Spectrum, Philadelphia, Pensilvania Asistencia: 15 202 espectadores |  |  |
| Philadelphia lidera las series, 3–2 |                                                            |                      |                                                                         |                                                                               |  |  |
|                                     |                                                            |                      |                                                                         |                                                                               |  |  |

| 17 de abril           | Philadelphia 76ers                                               | 106–114              | Boston Celtics                                                               |                                                                                |  |  |
|                       | Parciales: 27–30, 22–29, 28–27, 29–28                            |                      |                                                                              |                                                                                |  |  |
|                       | Estadísticas Hal Greer 40 Wilt Chamberlain 27 Wilt Chamberlain 8 | Reporte Pts Reb Asts | Estadísticas John Havlicek 28 Bill Russell 31 Havlicek, Siegfried 6 cada uno | Pabellón: Boston Garden, Boston, Massachusetts Asistencia: 14 780 espectadores |  |  |
| Series empatadas, 3–3 |                                                                  |                      |                                                                              |                                                                                |  |  |
|                       |                                                                  |                      |                                                                              |                                                                                |  |  |

| 19 de abril                 | Boston Celtics                                            | 100–96               | Philadelphia 76ers                                                          |                                                                               |  |  |
|                             | Parciales: 26–21, 20–19, 27–29, 27–27                     |                      |                                                                             |                                                                               |  |  |
|                             | Estadísticas Sam Jones 22 Bill Russell 26 John Havlicek 8 | Reporte Pts Reb Asts | Estadísticas Hal Greer 22 Wilt Chamberlain 34 Chamberlain, Greer 5 cada uno | Pabellón: Spectrum, Philadelphia, Pensilvania Asistencia: 15 202 espectadores |  |  |
| Boston gana las series, 4–3 |                                                           |                      |                                                                             |                                                                               |  |  |
|                             |                                                           |                      |                                                                             |                                                                               |  |  |

- Los Celtics se convirtieron en el primer equipo en la historia de los playoffs de la NBA en remontar un 3-1 en una serie.

Este fue el encuentro de playoffs número 12 entre estos dos equipos, con los Celtics ganando seis de los primeros 11 encuentros.
| 1953 | Boston Celtics | 2–0 | Syracuse Nationals |                                            |
|      |                |     |                    |                                            |
|      |                |     |                    | Pabellón: 1953 Eastern Division Semifinals |

| 1954 | Boston Celtics | 0–2 | Syracuse Nationals |                                                        |
|      |                |     |                    |                                                        |
|      |                |     |                    | Pabellón: 1954 Eastern Division Round Robin Semifinals |

| 1954 | Boston Celtics | 0–2 | Syracuse Nationals |                                        |
|      |                |     |                    |                                        |
|      |                |     |                    | Pabellón: 1954 Eastern Division Finals |

| 1955 | Boston Celtics | 1–3 | Syracuse Nationals |                                        |
|      |                |     |                    |                                        |
|      |                |     |                    | Pabellón: 1955 Eastern Division Finals |

| 1956 | Boston Celtics | 1–2 | Syracuse Nationals |                                            |
|      |                |     |                    |                                            |
|      |                |     |                    | Pabellón: 1956 Eastern Division Semifinals |

| 1957 | Boston Celtics | 3–0 | Syracuse Nationals |                                        |
|      |                |     |                    |                                        |
|      |                |     |                    | Pabellón: 1957 Eastern Division Finals |

| 1959 | Boston Celtics | 4–3 | Syracuse Nationals |                                        |
|      |                |     |                    |                                        |
|      |                |     |                    | Pabellón: 1959 Eastern Division Finals |

| 1961 | Boston Celtics | 4–1 | Syracuse Nationals |                                        |
|      |                |     |                    |                                        |
|      |                |     |                    | Pabellón: 1961 Eastern Division Finals |

| 1965 | Boston Celtics | 4–3 | Philadelphia 76ers |                                        |
|      |                |     |                    |                                        |
|      |                |     |                    | Pabellón: 1965 Eastern Division Finals |

| 1966 | Boston Celtics | 4–1 | Philadelphia 76ers |                                        |
|      |                |     |                    |                                        |
|      |                |     |                    | Pabellón: 1966 Eastern Division Finals |

| 1967 | Boston Celtics | 1–4 | Philadelphia 76ers |                                        |
|      |                |     |                    |                                        |
|      |                |     |                    | Pabellón: 1967 Eastern Division Finals |

### Finales División Oeste

#### (2) Los Angeles Lakers vs. (3) San Francisco Warriors
| 5 de abril                         | San Francisco Warriors                                   | 105–133              | Los Angeles Lakers                                          |                                                                            |  |  |
|                                    | Parciales: 27–33, 24–30, 29–32, 25–38                    |                      |                                                             |                                                                            |  |  |
|                                    | Estadísticas Jeff Mullins 29 Clyde Lee 18 Jeff Mullins 5 | Reporte Pts Reb Asts | Estadísticas Elgin Baylor 29 Elgin Baylor 16 Archie Clark 5 | Pabellón: The Forum, Inglewood, California Asistencia: 10 319 espectadores |  |  |
| Los Angeles lidera las series, 1–0 |                                                          |                      |                                                             |                                                                            |  |  |
|                                    |                                                          |                      |                                                             |                                                                            |  |  |

| 10 de abril                        | San Francisco Warriors                                  | 112–115              | Los Angeles Lakers                                             |                                                                            |  |  |
|                                    | Parciales: 24–34, 34–26, 32–24, 22–31                   |                      |                                                                |                                                                            |  |  |
|                                    | Estadísticas Fred Hetzel 36 Rudy LaRusso 15 Al Attles 9 | Reporte Pts Reb Asts | Estadísticas Baylor, West 36 each Elgin Baylor 19 Jerry West 5 | Pabellón: The Forum, Inglewood, California Asistencia: 11 270 espectadores |  |  |
| Los Angeles lidera las series, 2–0 |                                                         |                      |                                                                |                                                                            |  |  |
|                                    |                                                         |                      |                                                                |                                                                            |  |  |

| 11 de abril                        | Los Angeles Lakers                                      | 128–124              | San Francisco Warriors                                     |                                                                            |  |  |
|                                    | Parciales: 33–30, 28–35, 39–25, 28–34                   |                      |                                                            |                                                                            |  |  |
|                                    | Estadísticas Jerry West 40 Elgin Baylor 12 Jerry West 8 | Reporte Pts Reb Asts | Estadísticas Fred Hetzel 27 Rudy LaRusso 13 Jeff Mullins 7 | Pabellón: Cow Palace, Daly City, California Asistencia: 9 232 espectadores |  |  |
| Los Angeles lidera las series, 3–0 |                                                         |                      |                                                            |                                                                            |  |  |
|                                    |                                                         |                      |                                                            |                                                                            |  |  |

| 13 de abril                      | Los Angeles Lakers                    | 106–100     | San Francisco Warriors      |                                                                           |  |  |
|                                  | Parciales: 20–24, 29–28, 30–27, 27–21 |             |                             |                                                                           |  |  |
|                                  | Estadísticas Jerry West 29            | Reporte Pts | Estadísticas Fred Hetzel 27 | Pabellón: Cow Palace, Daly City, California Asistencia: 9623 espectadores |  |  |
| Los Angeles gana las series, 4–0 |                                       |             |                             |                                                                           |  |  |
|                                  |                                       |             |                             |                                                                           |  |  |

Este fue el segundo encuentro de playoffs entre estos dos equipos, con los Warriors ganando el primer encuentro.
| \| 1967 \| Los Angeles Lakers \| 0–3 \| San Francisco Warriors \| \| \| \| \| \| \| \| \| \| \| \| \| Pabellón: 1967 Western Division Semifinals \| |                    |     |                        |                                            |
| 1967 | Los Angeles Lakers | 0–3 | San Francisco Warriors |                                            |
| |                    |     |                        |                                            |
| |                    |     |                        | Pabellón: 1967 Western Division Semifinals |

## Finales de la NBA: (E2) Boston Celtics vs. (W2) Los Angeles Lakers
| 21 de abril                   | Los Angeles Lakers                                          | 101–107              | Boston Celtics                                                |                                                                              |  |  |
|                               | Parciales: 28–29, 33–19, 24–33, 16–26                       |                      |                                                               |                                                                              |  |  |
|                               | Estadísticas Jerry West 25 Darrall Imhoff 14 Archie Clark 5 | Reporte Pts Reb Asts | Estadísticas Bailey Howell 20 Bill Russell 25 John Havlicek 8 | Pabellón: Boston Garden, Boston, Massachusetts Asistencia: 9546 espectadores |  |  |
| Boston lidera las series, 1–0 |                                                             |                      |                                                               |                                                                              |  |  |
|                               |                                                             |                      |                                                               |                                                                              |  |  |

| 24 de abril           | Los Angeles Lakers                                           | 123–113              | Boston Celtics                                               |                                                                                |  |  |
|                       | Parciales: 28–27, 26–27, 36–27, 33–32                        |                      |                                                              |                                                                                |  |  |
|                       | Estadísticas Jerry West 35 Darrall Imhoff 11 Erwin Mueller 7 | Reporte Pts Reb Asts | Estadísticas John Havlicek 24 Bill Russell 24 Bill Russell 5 | Pabellón: Boston Garden, Boston, Massachusetts Asistencia: 14 780 espectadores |  |  |
| Series empatadas, 1–1 |                                                              |                      |                                                              |                                                                                |  |  |
|                       |                                                              |                      |                                                              |                                                                                |  |  |

| 26 de abril                   | Boston Celtics                                               | 127–119              | Los Angeles Lakers                                      |                                                                            |  |  |
|                               | Parciales: 36–28, 33–34, 34–25, 24–32                        |                      |                                                         |                                                                            |  |  |
|                               | Estadísticas John Havlicek 27 Bill Russell 16 Bill Russell 9 | Reporte Pts Reb Asts | Estadísticas Jerry West 33 Elgin Baylor 18 Jerry West 9 | Pabellón: The Forum, Inglewood, California Asistencia: 17 011 espectadores |  |  |
| Boston lidera las series, 2–1 |                                                              |                      |                                                         |                                                                            |  |  |
|                               |                                                              |                      |                                                         |                                                                            |  |  |

| 28 de abril           | Boston Celtics                                                | 105–118              | Los Angeles Lakers                                            |                                                                            |  |  |
|                       | Parciales: 21–26, 23–26, 31–28, 30–38                         |                      |                                                               |                                                                            |  |  |
|                       | Estadísticas Bailey Howell 24 Bill Russell 22 John Havlicek 8 | Reporte Pts Reb Asts | Estadísticas Jerry West 38 Darrall Imhoff 20 Darrall Imhoff 6 | Pabellón: The Forum, Inglewood, California Asistencia: 17 147 espectadores |  |  |
| Series empatadas, 2–2 |                                                               |                      |                                                               |                                                                            |  |  |
|                       |                                                               |                      |                                                               |                                                                            |  |  |

| 30 de abril                   | Los Angeles Lakers                                                 | 117–120              | Boston Celtics                                                |                                                                                |  |  |
|                               | Parciales: 20–34, 34–22, 18–30, 36–22 (T.E.: 9–12)                 |                      |                                                               |                                                                                |  |  |
|                               | Estadísticas Jerry West 35 Elgin Baylor 15 Baylor, West 6 cada uno | Reporte Pts Reb Asts | Estadísticas John Havlicek 31 Bill Russell 25 John Havlicek 8 | Pabellón: Boston Garden, Boston, Massachusetts Asistencia: 14 780 espectadores |  |  |
| Boston lidera las series, 3–2 |                                                                    |                      |                                                               |                                                                                |  |  |
|                               |                                                                    |                      |                                                               |                                                                                |  |  |

| 2 de mayo                   | Boston Celtics                                                | 124–109              | Los Angeles Lakers                                        |                                                                            |  |  |
|                             | Parciales: 35–28, 35–22, 24–28, 30–31                         |                      |                                                           |                                                                            |  |  |
|                             | Estadísticas John Havlicek 40 Bill Russell 19 John Havlicek 7 | Reporte Pts Reb Asts | Estadísticas Elgin Baylor 28 Mel Counts 25 Elgin Baylor 6 | Pabellón: The Forum, Inglewood, California Asistencia: 17 392 espectadores |  |  |
| Boston gana las series, 4–2 |                                                               |                      |                                                           |                                                                            |  |  |
|                             |                                                               |                      |                                                           |                                                                            |  |  |

Este fue el sexto encuentro de playoffs entre estos dos equipos, con los Celtics ganando los primeros cinco encuentros. 
| 1959 | Boston Celtics | 4–0 | Minneapolis Lakers |                           |
|      |                |     |                    |                           |
|      |                |     |                    | Pabellón: 1959 NBA Finals |

| 1962 | Boston Celtics | 4–3 | Los Angeles Lakers |                           |
|      |                |     |                    |                           |
|      |                |     |                    | Pabellón: 1962 NBA Finals |

| 1963 | Boston Celtics | 4–2 | Los Angeles Lakers |                           |
|      |                |     |                    |                           |
|      |                |     |                    | Pabellón: 1963 NBA Finals |

| 1965 | Boston Celtics | 4–1 | Los Angeles Lakers |                           |
|      |                |     |                    |                           |
|      |                |     |                    | Pabellón: 1965 NBA Finals |

| 1966 | Boston Celtics | 4–3 | Los Angeles Lakers |                           |
|      |                |     |                    |                           |
|      |                |     |                    | Pabellón: 1966 NBA Finals |